# Synchromophyceae
Classe
Les Synchromophyceae sont une classe d’algues de l’embranchement des Ochrophyta.

## Liste des ordres
Selon AlgaeBase (15 mars 2022) et World Register of Marine Species (15 mars 2022) :
- Chlamydomyxales
- Synchromales S.Horn & K.Ehlers

Selon World Register of Marine Species (15 mars 2022) et World Register of Marine Species (15 mars 2022) :
- Synchromales